# Salim (Palestine)
Pour les articles homonymes, voir Salim.
Salim, en arabe : سالم, est un village du gouvernorat de Naplouse en Palestine, situé à 6,6 km à l'est de Naplouse, au centre de la Cisjordanie.
Selon le recensement du bureau central palestinien des statistiques, la localité compte une population de 6 266 habitants en 2017.

## Histoire

### Début de l'occupation Israélienne (1967)
Depuis la guerre des Six Jours en 1967, Salim est sous occupation israélienne. Après les accords de 1995, 27 % du territoire du village est défini comme zone B, tandis que les 73 % restants se trouvent en zone C.

### Première et seconde intifada (1987-2005)
Entre 1987 et 1993, alors que la région est en proie à de nombreuses émeutes lors de la première Intifada, cinq habitants de Salim sont tués par Tsahal. Cinq autres sont tués lors de la seconde Intifada au cours d'affrontements entre 2000 et 2005.

### Intensification du conflit israélo-palestinien (2023-2025)
Les patrouilles de l'armée israélienne, auparavant épisodiques, deviennent récurrentes après l'attaque du 7 octobre 2023 et les tensions en résultant ont augmenté en gravité aboutissant à la mort de 4 palestiniens dont des adolescents. Selon le chef du village de Salim, depuis l'attaque du Hamas, des colons israéliens armés se sont emparés d'une partie des terres des paysans palestiniens ainsi que d'une partie des récoltes et des animaux. Le mouvement extrémiste juif des jeunes des collines est actif dans la région.
Selon les habitants, depuis le début de la guerre de Gaza en 2023, l'armée israélienne aurait durci la répression dans les territoires occupés et ses règles d'engagements auraient été revus autorisant les soldats à tirer pour tuer. 
La pression est aussi économique et foncière. Depuis 2025, l'autorisation de labour et d'entretien des terres n'a pas été renouvelée, et des zones clés de la localité sont devenues interdite à la construction freinant le développement du village. L’armée israélienne a aussi prévenu qu’elle envisageait de détruire les maisons palestiniennes qui ne posséderaient pas toutes les autorisations officielles. Par ailleurs, deux des trois routes menant à Salim ont été condamnées.